# Sarbadars
1337–1381
Entités précédentes :
- Ilkhanat

Entités suivantes :
- Empire timouride
- Kertides

Les Sarbadars (en persan : سربداران / Sarbadârân, « brigands ; gibiers de potence », de سر / sar, « tête » et بدار / badâr, « gibet ») ou Sarbédâriens sont une des dynasties locales apparue après la chute des Il-Khanides. Damghan devient un foyer de contestation. Les Sarbadârs ne reconnaissent pas la monarchie héréditaire. Ibn Battûta en fait une description très défavorable. En 1357/1358, Pahlavân Hasan Dâmghânî devient sardâr (commandant) de la ville de Sabzevar. La même année, il fait face à une insurrection menée par ʿAlî Moʾayyad à Damghan. ʿAlî Moʾayyad frappe des monnaies chiites (1361/1362) et cela devient la règle lorsque les Sarbadârs adoptent le chiisme comme leur religion officielle. Cependant en 1381, ʿAlī Moʾayyad doit se soumettre à Tamerlan. Damghan subit trois massacres de population en cinquante cinq ans : en 1404 par Tamerlan, en 1448/1449 par le timouride Abd ul-Latif et en 1457 par les Qara Qoyunlu.

## Histoire
Le premier Sarbadâr est aussi le plus connu d’entre eux. ʿAbd al-Razzâq Bâchtînî, est le fils d’un riche propriétaire terrien. Il part rejoindre son frère Amīn al-Dîn qui était un lutteur célèbre à la cour de l’il-Khan Abu Saïd. ʿAbd al-Razzâq s’illustre lui aussi dans ce métier. Son talent est récompensé en lui confiant une mission de percepteur dans la province de Kerman. Il dilapide ses richesses en débauches. Après la mort d’Abu Saïd, il revient dans son village natal. Il s’associe à un mouvement villageois de protestation contre les taxes excessives prélevées par le vizir ʿAlâʾ al-Dîn Muhammad Faryûmadî. La population de Bayhaq (Sabzevar) manifeste un profond ressentiment contre ce vizir et sa famille à cause de sa corruption. À la tête d’une petite bande, ʿAbd al-Razzâq parcourt la région en pillant les caravanes et en attaquant par surprise les forteresses. En septembre 1337, il s’empare de Sabzevar. En novembre, il marche sur Forûmad qu’il pille. La rébellion des Sarbadârs prend de l’ampleur faute de forces capables de la contrecarrer. Les armées mongoles ont délaissé le Khorassan et sont alors en campagne en Azerbaïdjan. Le mouvement se heurte cependant aux propriétaires terriens dont un des frères d’ʿAbd al-Razzâq, Wajîh al-Dîn Mas`ud se fait le représentant. En juin ou juillet 1338, ʿAbd al-Razzâq est assassiné par Wajîh al-Dîn Mas`ud.
Cependant Wajîh al-Dîn Mas`ud continue l’œuvre d’ʿAbd al-Razzâq en s’emparant de Nichapur. L’il-khanide Togha Temür, descendant de Khassar frère de Gengis Khan est proclamé khan la même année. Il s’établit à Bastām. Les Sarbadârs reconnaissent nominalement sa suzeraineté.
En 1342, Wajîh al-Dîn Mas`ud part en campagne contre Hérat puis en 1344, dans le Mazandaran. Il laisse le commandement à Muhammad Aïtimour, un fils d’esclave, probablement le fils d’un soldat-esclave (gholâm) turc. Wajîh al-Dîn Mas`ud meurt pendant sa campagne dans le Mazandaran, Ay Tīmūr Muhammad prend sa succession. Il reconnaît la suzeraineté de Togha Temür. Il place ses meilleures troupes sur les frontières et en accroît le nombre par l’apport des derviches dont le chef Ḥasan Jūrī a été tué par Wajîh al-Dîn Mas`ud. C’est un succès militaire mais un échec politique car les derviches le haïssent car ils le considèrent comme le représentant de Wajîh al-Dîn Mas`ud, l’assassin de leur maître. En août/septembre 1346, les derviches alliés aux descendants d’ʿAbd-al-Razzāq and Masʿūd se débarrassent du « fils d’esclave » Muhammad Aïtimour.
Vers décembre 1353, les Sarbadârs assassinent Togha Temür et restent ainsi maîtres de tout le nord-ouest du Khorassan, les Kert gardent le sud-est avec pour capitale Hérat. Ces deux dynasties se font une guerre acharnée, aggravée des prétextes religieux : les Kert étaient des Afghans sunnites, les Sarbadârs des Persans chiites. Une troisième dynastie exactement arabo-iranienne, les Muzaffarides, s’était établie dans la province de Kerman et le Fars. Son fondateur, l’arabe Mubâriz ad-Dîn Muhammad, déjà installé à Yazd et dans la province de Kerman, se rend maître de Chiraz (1353) et d’Ispahan (1356-1357). En 1358, il est déposé et aveuglé par son fils, Jalâl ad-Dîn Shâh Shujâ` qui lui succède à Chiraz, tandis qu’Ispahan passait à son frère Qutb ad-Dîn Shâh Mahmûd.
Ce morcellement général du pays livre le peuple iranien au premier envahisseur résolu. Gengis-khan jadis avait au moins trouvé en face de lui le pouvoir des Khwârazm-Shahs étendu de Kaboul à Hamadan. En face de Tamerlan il y a quatre ou cinq pouvoirs rivaux, profondément divisés entre eux, à qui l’idée de l’union contre l’envahisseur turc ne viendrait même pas : les Kert, de race afghane, de religion sunnite, à Hérât, sont les ennemis jurés des Sarbadârs, de race persane, de religion chiite à Sabzevar; les Muzaffarides, de race arabo-persane, au Fars, sont les rivaux des Jalayirides, de race mongole, maîtres de Tabriz et de Bagdad. Tamerlan trouve des adversaires livrés d’avance. La Perse de 1380 appelait la conquête.
En 1381, le Kert Ghiyâth al-Dîn vient de prendre Nichapur aux Sarbadârs. Tamerlan marche sur Hérat. Ghiyâth al-Dîn s’est replié dans la forteresse de Sérakhs, au sud de Hérat. La forteresse de Bouchang, au nord-est de Hérât est prise d’assaut. La population de Hérat n’est pas disposée à se battre contre l’envahisseur. Ghiyâth al-Dîn se soumet à Tamerlan qui lui laisse le gouvernement de Hérat mais se fait livrer toutes les richesses de la ville. Les murailles de la ville sont rasées. Ghiyâth al-Dîn est contraint d’aller résider à la cour de Tamerlan à Samarcande. Tamerlan marche alors vers le Khorassan partagé entre les Sarbadârs dirigés par Khwaja Ali-yi Mouayyad ibn Massoud, et deux autres principautés l’une dirigée par l’émir Walî (1360-1384) qui s’est rendu maître du Mazandaran, le Gorgan, et la province de Semnan, enfin Alî beg maître de Kalat et Tus dans la région du Khorasan-e-razavi. À l’approche de Tamerlan, Alî beg fait allégeance, Khwaja Ali-yi Mouayyad ibn Massoud menacé par son voisin l’émir Walî appelle à l’aide Tamerlan et fait lui aussi allégeance. Enfin après un bref siège d’Esfarayen l’émir Walî est vaincu et la ville est détruite. Pendant l’hiver 1381/1382, Tamerlan assiège Alî beg dans la forteresse de Kélat. Peu après, Alî beg est envoyé en Transoxiane et exécuté (1382). Tamerlan reprend sa campagne contre l’émîr Walî, qui lui envoie un tribut. En 1383, Tamerlan revient de Samarcande et châtie terriblement Sabzevar révoltée. « On entassa près de deux mille prisonniers tout vivants, les uns sur les autres, avec de la boue et de la brique pour en construire des tours. » Le Sistan également révolté eut un sort identique.